# Chiltepec, Puebla
Chiltepec är en ort i Mexiko.   Den ligger i kommunen Zoquitlán och delstaten Puebla, i den sydöstra delen av landet, 260 km öster om huvudstaden Mexico City. Chiltepec ligger 821 meter över havet och antalet invånare är 220.
Terrängen runt Chiltepec är bergig åt nordväst, men åt sydost är den kuperad. Terrängen runt Chiltepec sluttar österut. Runt Chiltepec är det ganska tätbefolkat, med 100 invånare per kvadratkilometer. Närmaste större samhälle är Loma Bonita, 4,6 km nordost om Chiltepec. I omgivningarna runt Chiltepec växer huvudsakligen savannskog.